# Col de la Croix-Haute
De Col de la Croix-Haute is een bergpas in de Franse Vooralpen op een hoogte van 1176 meter in de Franse regio Auvergne-Rhône-Alpes. Over de pas loopt de regionaal belangrijke verkeersader D1075 (voormalige N75) en de spoorlijn van Grenoble naar Veynes (vroeger de Ligne des Alpes genoemd). Ten noorden van de pas ligt de streek Trièves, ten oosten de Dévoluy, ten zuiden de Bochaine en ten zuidwesten de Haut-Diois en ten noordwesten de Vercors. De col is genoemd naar la Croix Haute, een gehucht in de gemeente Lus-la-Croix-Haute.

## Beschrijving pasweg
Aan de noordelijke zijde vertrekt de pasweg in de gemeente Clelles. De weg traverseert de westelijke flank van de vallei van de Ébron, een zijrivier van de Drac, waardoor de gemiddelde steilte beperkt blijft tot 2,5%. De weg aan de zuidelijke zijde volgt de vallei van de Buëch (en haar zijrivier de Lunel-beek). Tezamen met de route via Gap en de Col Bayard vormde de Col de la Croix Haute vroeger een belangrijke verbinding tussen de Trièves, Grenoble en de rest van de Alpen in het noorden en de Middellandse Zee in het zuiden.
De pashoogte ligt op de waterscheiding tussen de Drac (via de Ébron) en de Durance (via de Buëch). De pashoogte ligt tussen Mont Jocou (2051 m, Haut-Diois) en de Rognon (1851 m, Dévoluy). Het is de laagste en meest westelijke van de vier noord-zuid pasovergangen tussen de bekkens van de Isère en de Durance, voor de Col Bayard (1248 m) en de Col de Manse (1269 m).

## E712-A51
De route van de Europese weg 712 loopt over de Col de la Croix Haute. Er waren plannen om het ontbrekende deel van de autosnelweg A51 over de Col de la Croix Haute aan te leggen. Deze optie, die het relatief gave landschap van de Trièves, de omgeving van Lus-la-Croix-Haute en de Bochaine sterk zou aantasten, wordt vandaag enkel nog verdedigd door het departement Alpes-de-Haute-Provence (vanwege de tijdswinst in vergelijking met een route via Gap). De inwoners en bedrijven van Gap en de rechtse verkozenen van het departement Hautes-Alpes verkiezen de route via Corps en ten oosten van Gap; de regio Auvergne-Rhône-Alpes, het departement Isère en de streek Trièves verkiezen een aanpassing van beide bestaande wegen gecombineerd met een verbetering van de ontsluiting per spoor.